# Gross Hills
Die Gross Hills sind eine Reihe schroffer Hügel und Gipfel östlich des Schmidt-Gletschers, im Nordosten der Pioneer Heights in der westantarktischen Heritage Range. Zu den Gipfeln der Gross Hills gehört der 1060 m hohe Courtney Peak im nördlichen Teil. An der südöstlichen Seite der Gross Hills befindet sich die Felsspitze Ziegler Point.
Sie wurden von der Geologischen Expedition der University of Minnesota, die das Gebiet im Sommer 1963/64 erkundete, nach dem Geologen und Expeditions-Mitglied Barton Gross benannt.